# Januário Cicco
Januário Cicco (São José de Mipibu, 30 de abril de 1881 — Natal, 1º de novembro de 1952) foi um médico brasileiro. Foi um importante nome da medicina potiguar do início do século XX.
Filho do italiano Vincenzo De Cicco e da potiguar Ana Albuquerque, Januário formou-se na Faculdade de Medicina da Bahia em 1906. Escreveu obras como "O Destino dos Cadáveres" (1906), "Como se Higienizaria Natal" (1920), "Memórias de um Médico de Província" (1928) e "Eutanásia" (1932).
Em sua homenagem é denominada Januário Cicco a maternidade-escola da Universidade Federal do Rio Grande do Norte (UFRN).